# Crispinus en Crispinianus

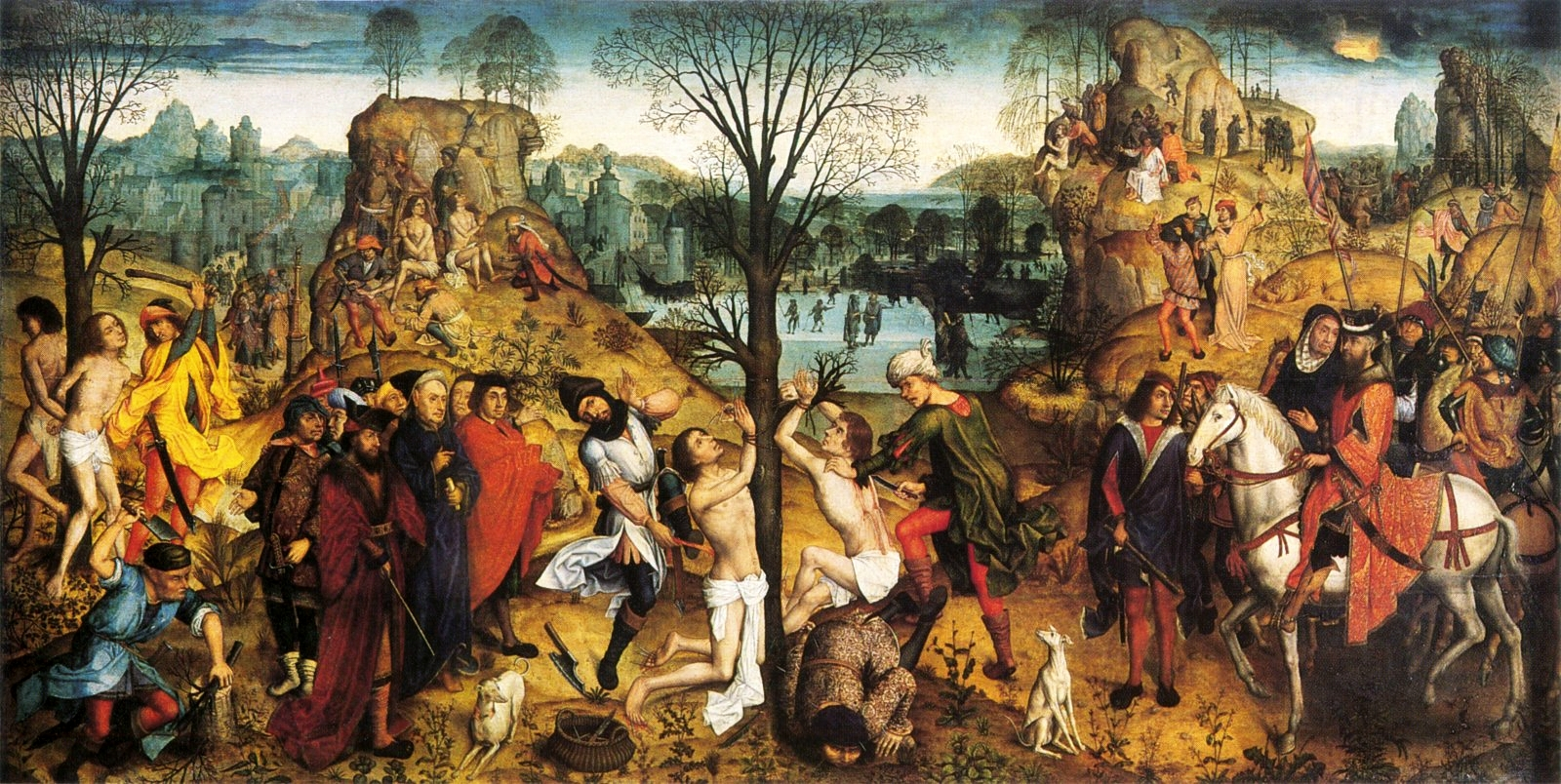
Aert van den Bossche: De martelaarsdood van Crispinus en Crispinianus (1494)

Crispinus en Crispinianus (in het Nederlands ook wel C(h)rispijn en C(h)rispiniaan) zijn twee 3e-eeuwse heiligen. Ze zijn de patroonheiligen van de schoenmakers, de leerlooiers en de orthopedisten. Hun feestdag is 25 oktober.
Ze waren twee broers uit een voornaam Romeins geslacht. Tijdens de christenvervolging onder keizer Diocletianus vluchtten zij naar Gallië, waar ze in Soissons het christelijke geloof verkondigden en schoenen maakten voor de armen. Maar ook in het westelijk deel van het Romeinse Rijk werden christenen vervolgd, door keizer Maximianus. Beide broers werden overgeleverd aan prefect Rictiovarus, een wrede christenvervolger. Ze werden zwaar gefolterd: men stak schoenmakerspriemen onder hun vingernagels, overgoot hen met gesmolten lood, gooide hen dan in ijskoud water en ten slotte werden ze onthoofd.
O.a. de Dom van Osnabrück bezit relieken van deze heiligen.
In de toren van de Sint Jan de Doperkerk in Waalwijk, centrum van de Nederlandse schoen- en lederindustrie tot halverwege de twintigste eeuw, hingen twee klokken die vernoemd waren naar deze twee heiligen.